# Corchia
Corchia is een plaats (frazione) in de Italiaanse gemeente Berceto.